# Vieux bassin de Honfleur
Le Vieux Bassin est un port situé au centre de la commune de Honfleur dans le département français du Calvados en région Normandie. Ses étroites maisons en ardoises se reflétant dans le bassin en font la principale attraction touristique de la ville.

## Historique
Ce bassin à flot est créé sur les instances d’Abraham Duquesne et par ordre de Colbert en 1681. Il remplace l’ancien havre d’échouage qui était beaucoup plus étroit et appelé havre du dedans, étant donné sa situation à l'intérieur des remparts. Ces travaux d'agrandissement et d'approfondissement nécessitent la destruction de la partie occidentale des remparts. Ils se terminent en 1684. Entre 1720 et 1725, Louis XIV agrandira à son tour le vieux bassin.
Avec 142 expéditions de traite organisées et environ 50 000 captifs déportés, Honfleur est le 7e port négrier français,. Il a notamment servi de port de secours face à l’engorgement du port du Havre, en particulier pendant son apogée négrier de 1783 à 1791,.

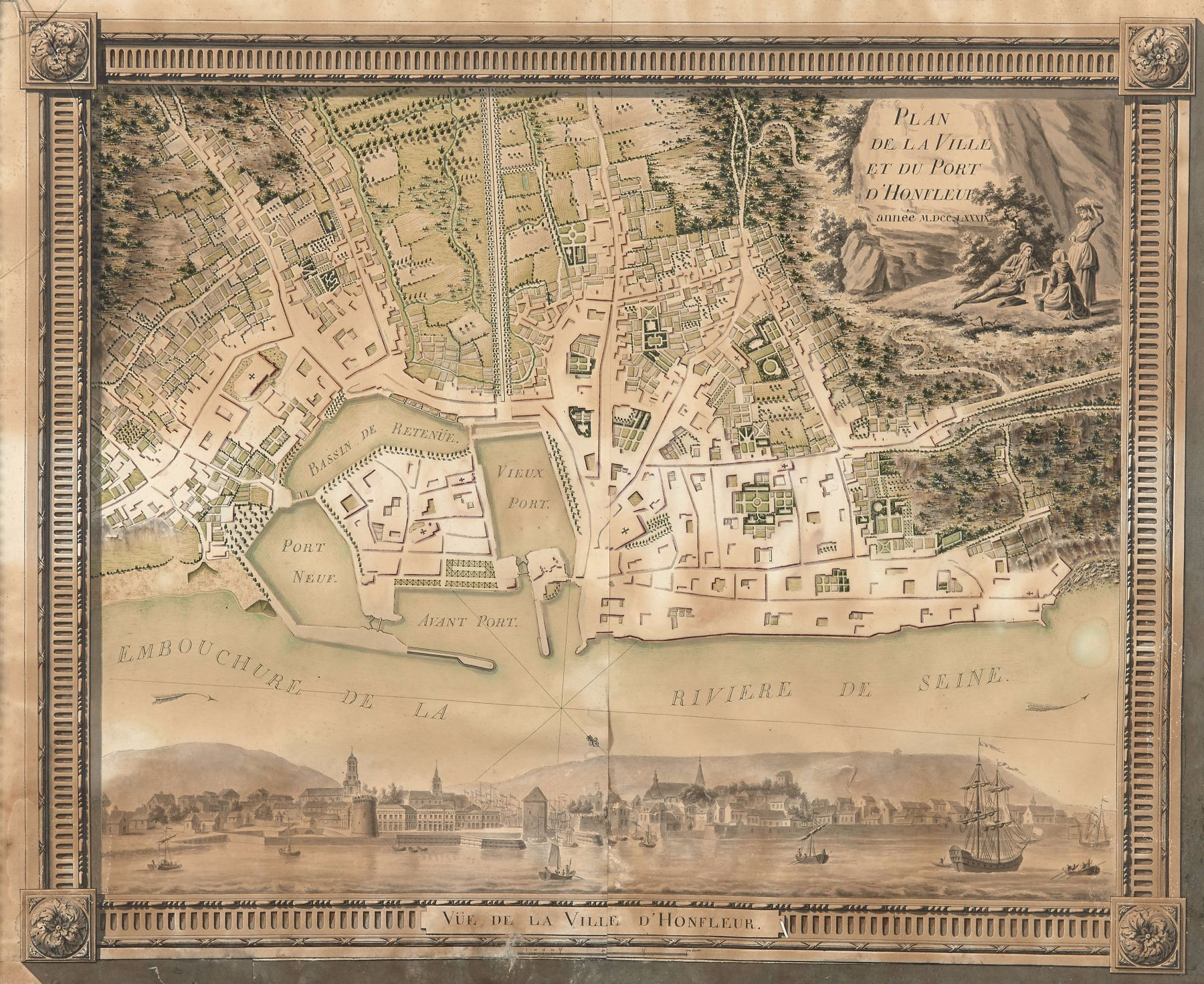
Plan de Honfleur en 1789. Le vieux bassin est désigné sous le nom de « Vieux Port ».
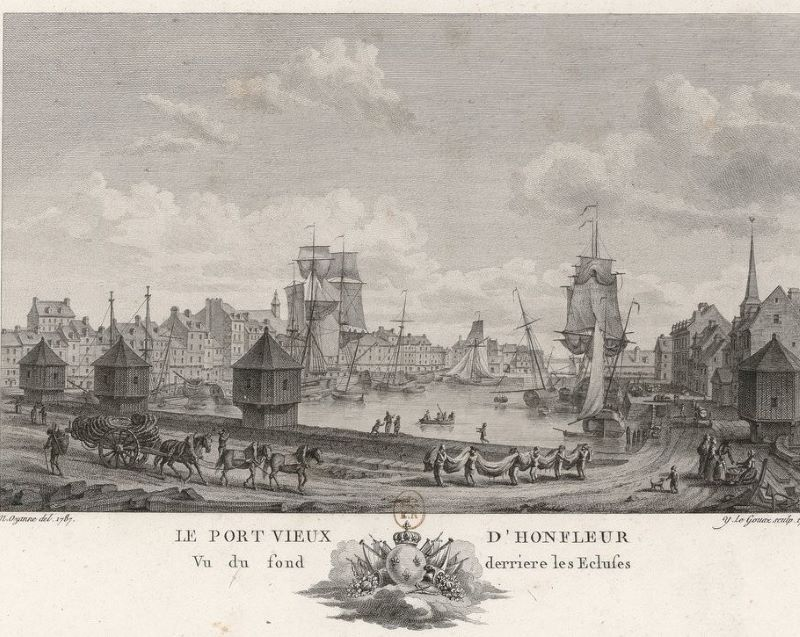
Le Port Vieux vers 1787-1789.
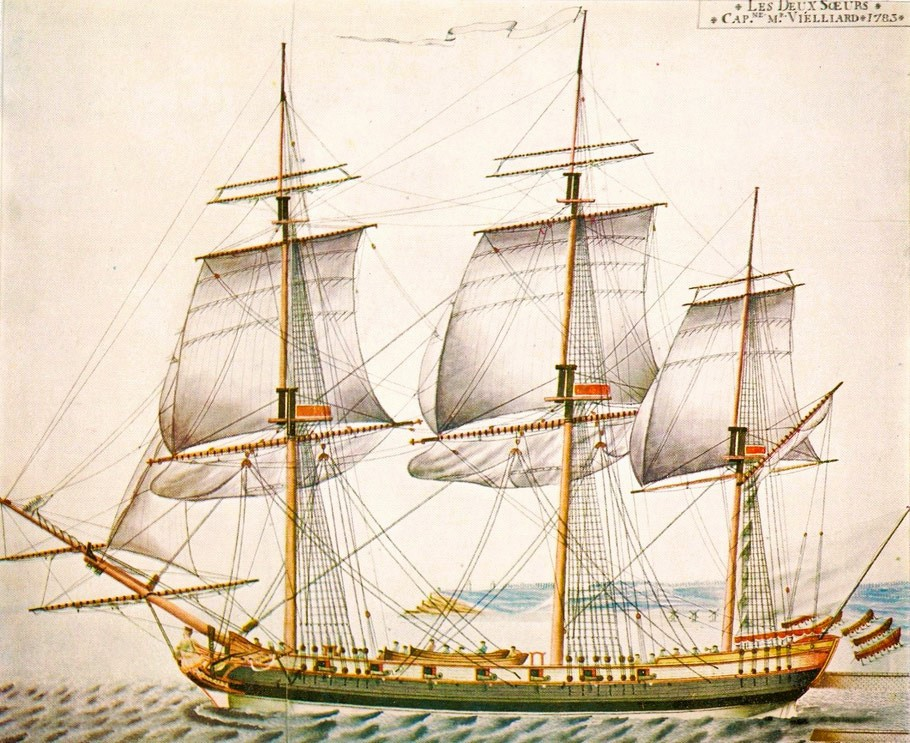
« Les Deux Sœurs », navire négrier construit au chantier naval André-François Normand à Honfleur en 1782.

## Description
Ce bassin d'une superficie d'environ un hectare (10 000 m2) a une longueur de 130 m pour une largeur de 70 m du côté sud et de 85 m du côté nord où se trouve le chenal vers l'avant-port d'Honfleur. Il est entièrement entouré de quais accessibles au public.

### Quai Sainte-Catherine

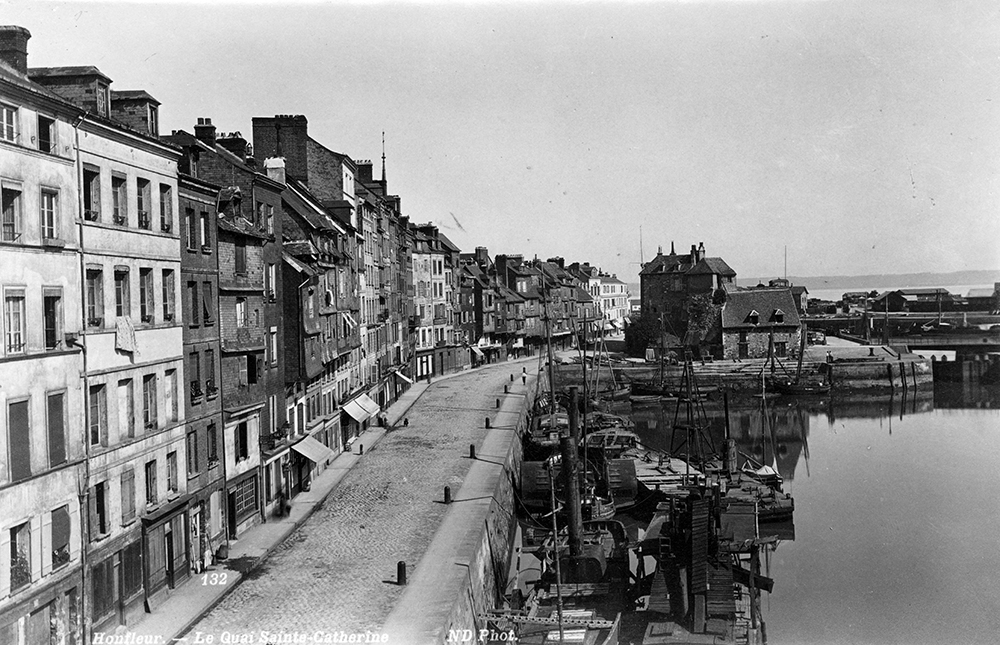
Quai Sainte-Catherine - cliché pris entre 1885 et 1887.

Le vieux bassin est entouré par le quai Sainte-Catherine à l'ouest et pour une partie du côté sud. Les maisons de ce quai numérotées de 2 à 68 sont inscrites au titre des monuments historiques depuis 1933. La quarantaine de demeures datent des XVIe et XVIIIe siècles. Elles sont étroites et comptent de trois à sept étages (sauf la maison no 2 qui ne compte qu'un étage). Beaucoup de façades sont recouvertes d'ardoises. Certaines demeures sont bâties en encorbellement.
Cette suite ininterrompue de maisons anciennes et leur reflet dans l'eau du bassin accentuent encore la beauté de ce lieu prisé par de nombreux peintres et photographes. Le vieux bassin a toujours été représenté par des artistes dont notamment Gustave Courbet, Eugène Boudin, Claude Monet et Johan Barthold Jongkind, formant l'« École de Honfleur » qui contribua à l'apparition du mouvement impressionniste. Aujourd'hui, la plupart des rez-de-chaussée du quai Sainte-Catherine sont occupés par des restaurants et des brasseries.
Les frères Neurdein ont pris en photo le quai Saint-Catherine à Honfleur.

### Rue Montpensier
Le côté sud prolonge le quai Sainte-Catherine par la rue Montpensier. Par un parcours souterrain, le ruisseau de la Claire alimente le bassin.

### Quai Saint-Étienne
La partie orientale du bassin n'est occupée que par une douzaine de constructions constituant le quai Saint-Étienne. Parmi celles-ci, se trouvent l'hôtel de ville (protégé au titre des monuments historiques depuis 1989), l'église Saint-Étienne (protégée au titre des monuments historiques depuis 1932) devenue musée de la Marine. Trois ruelles accèdent au quai Saint-Étienne.

### Quai de la Quarantaine
Du côté nord ou côté maritime, se trouve le quai de la Quarantaine et un seul bâtiment : la lieutenance qui était jadis le logis du lieutenant du roi. C’est le seul vestige important des fortifications de la ville. Le pont mobile sur le chenal vers l'avant-port formé par la Morelle complète le tour du bassin.

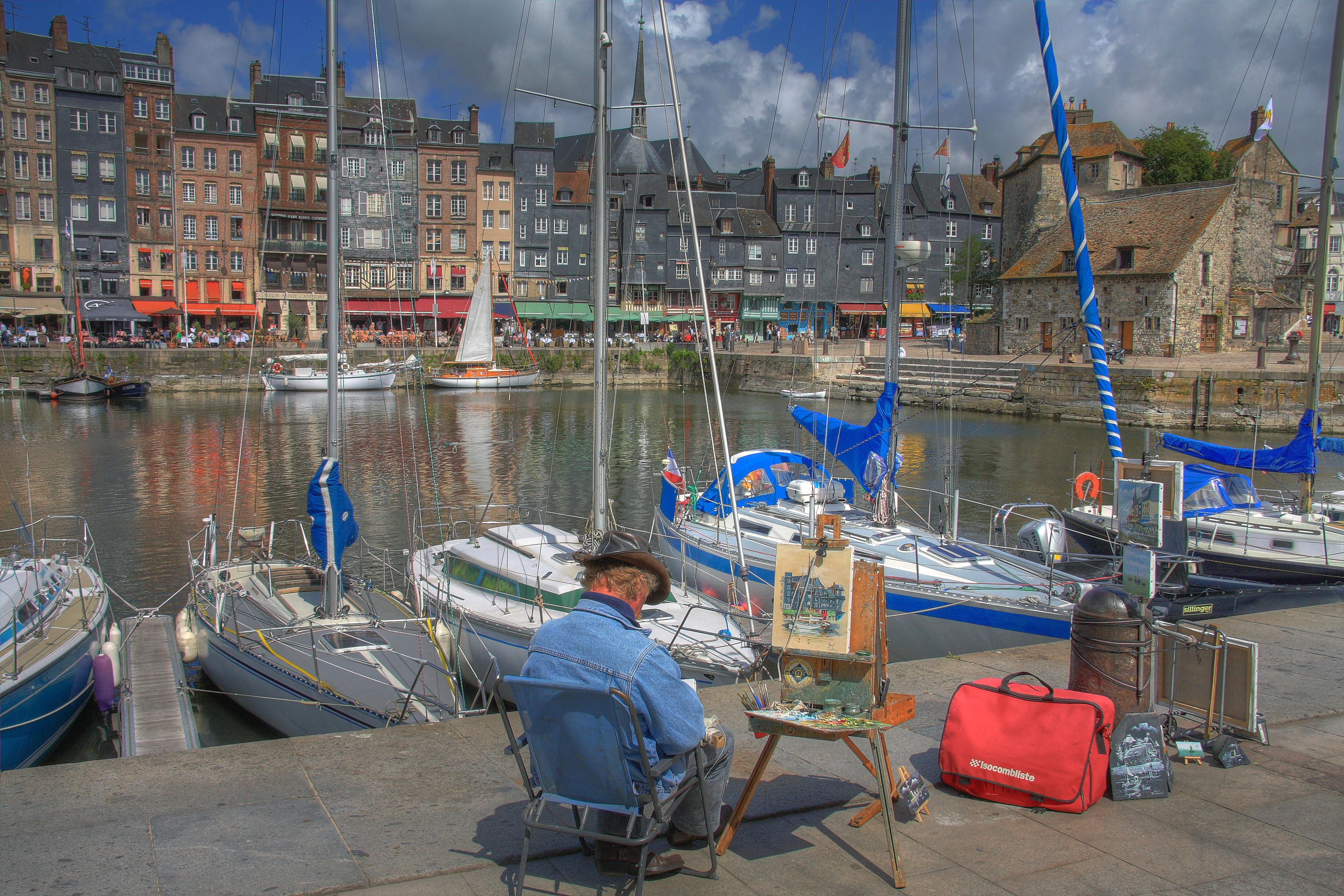
Artiste peignant le quai Sainte-Catherine depuis le quai Saint-Étienne.
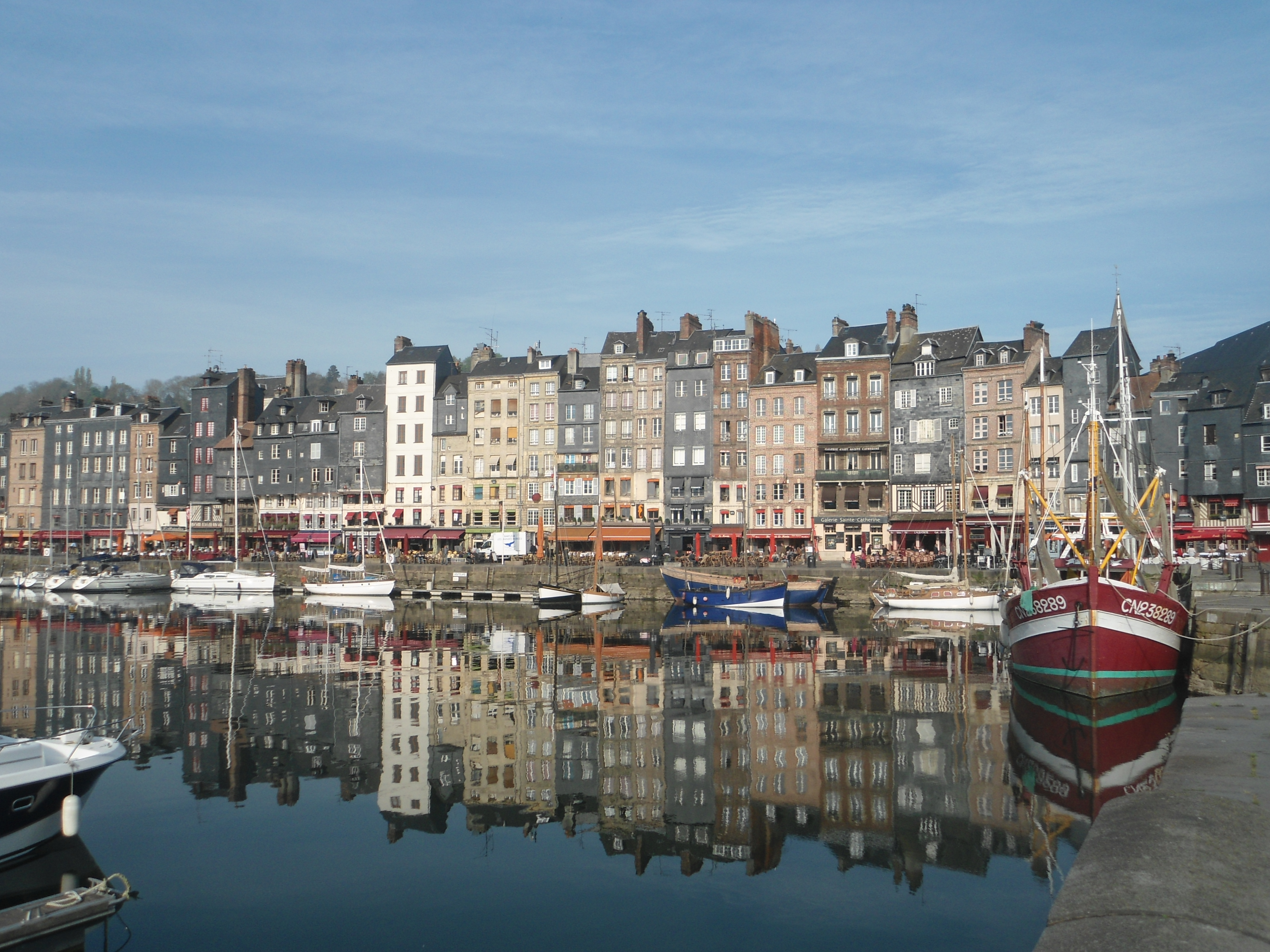
Vieux bassin de Honfleur : le quai Sainte-Catherine.
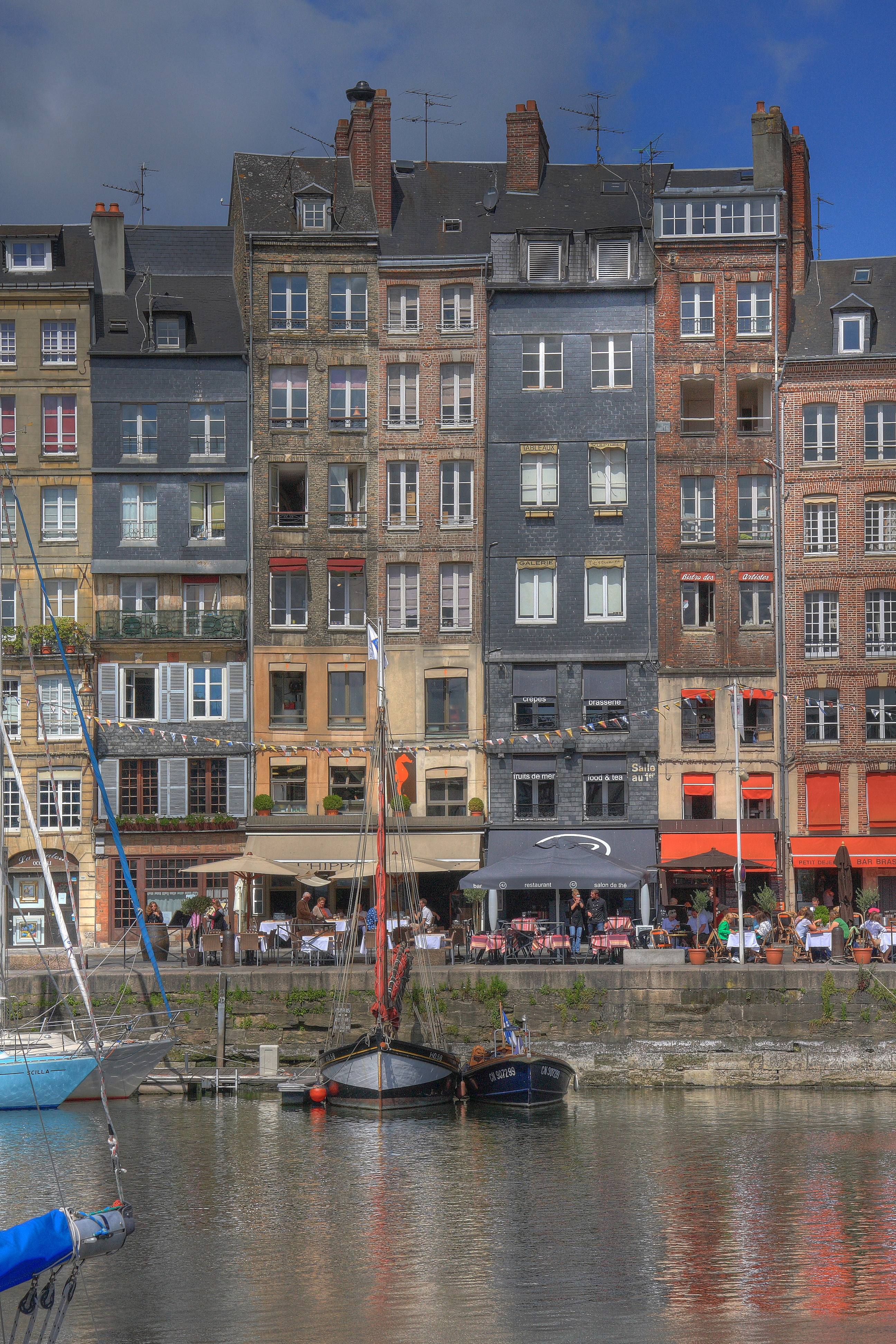
Vieux bassin de Honfleur : maisons du quai Sainte-Catherine.
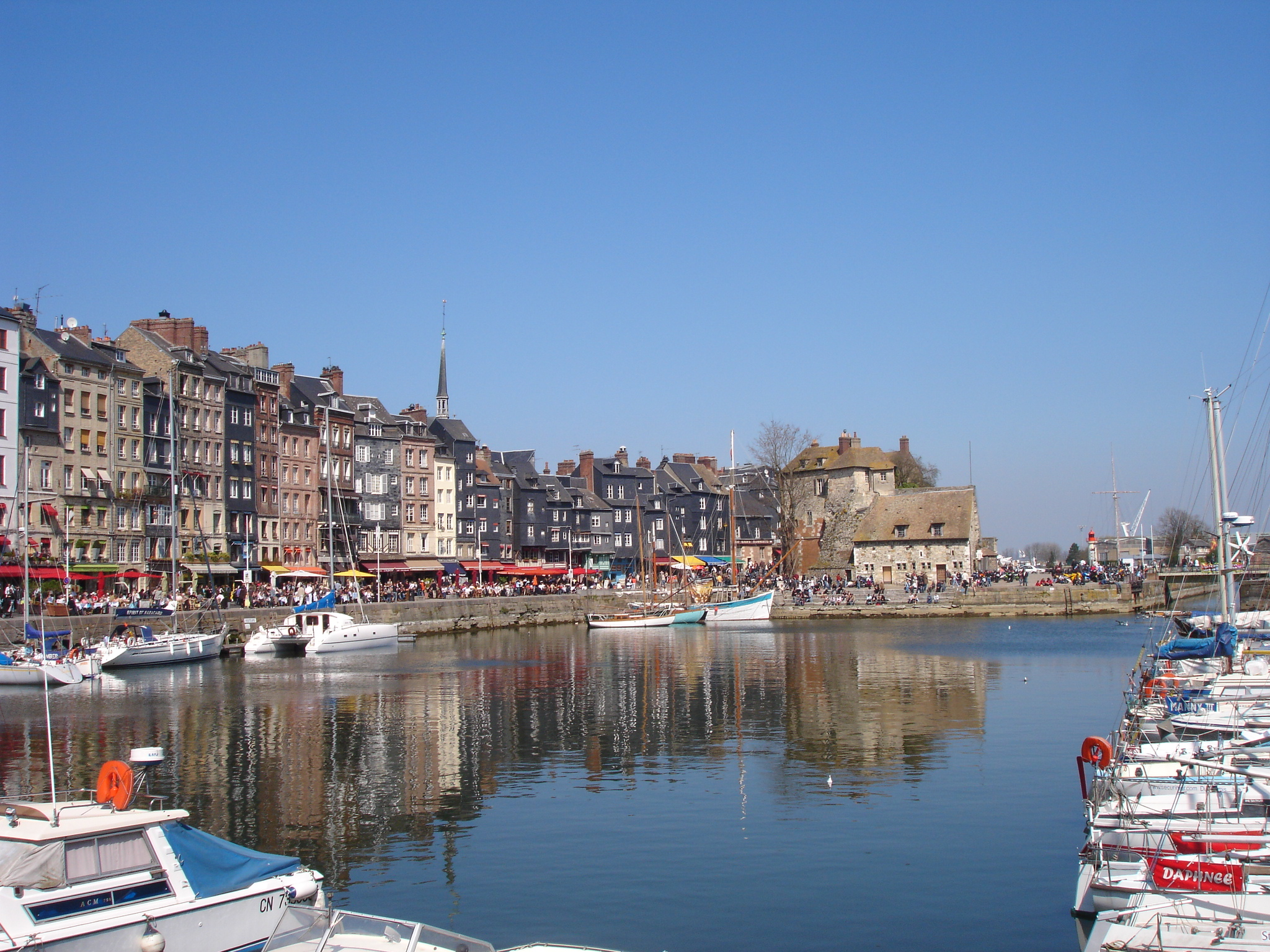
Vue générale depuis la rue Montpensier.
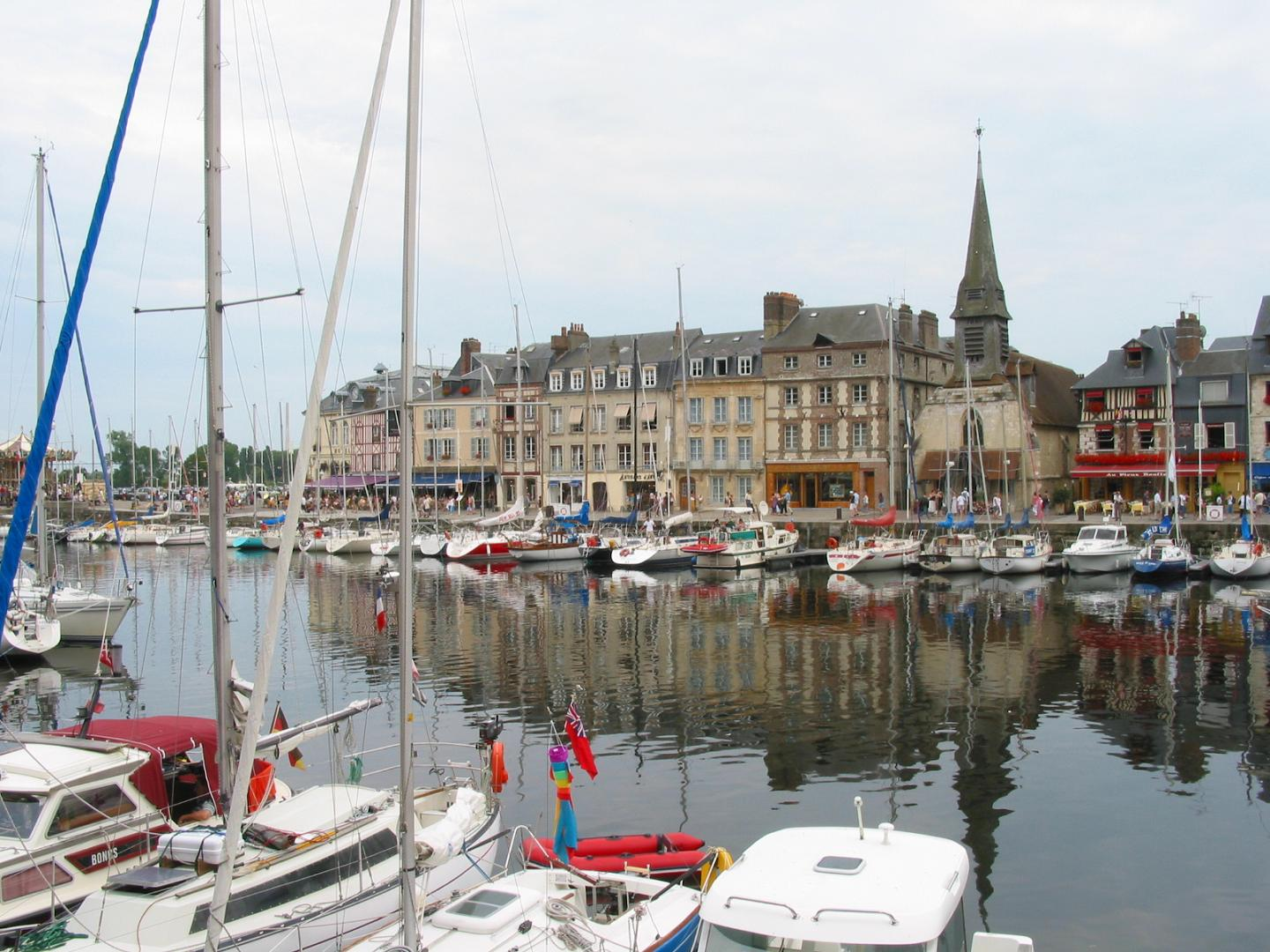
Vieux bassin de Honfleur : le quai Saint-Étienne.
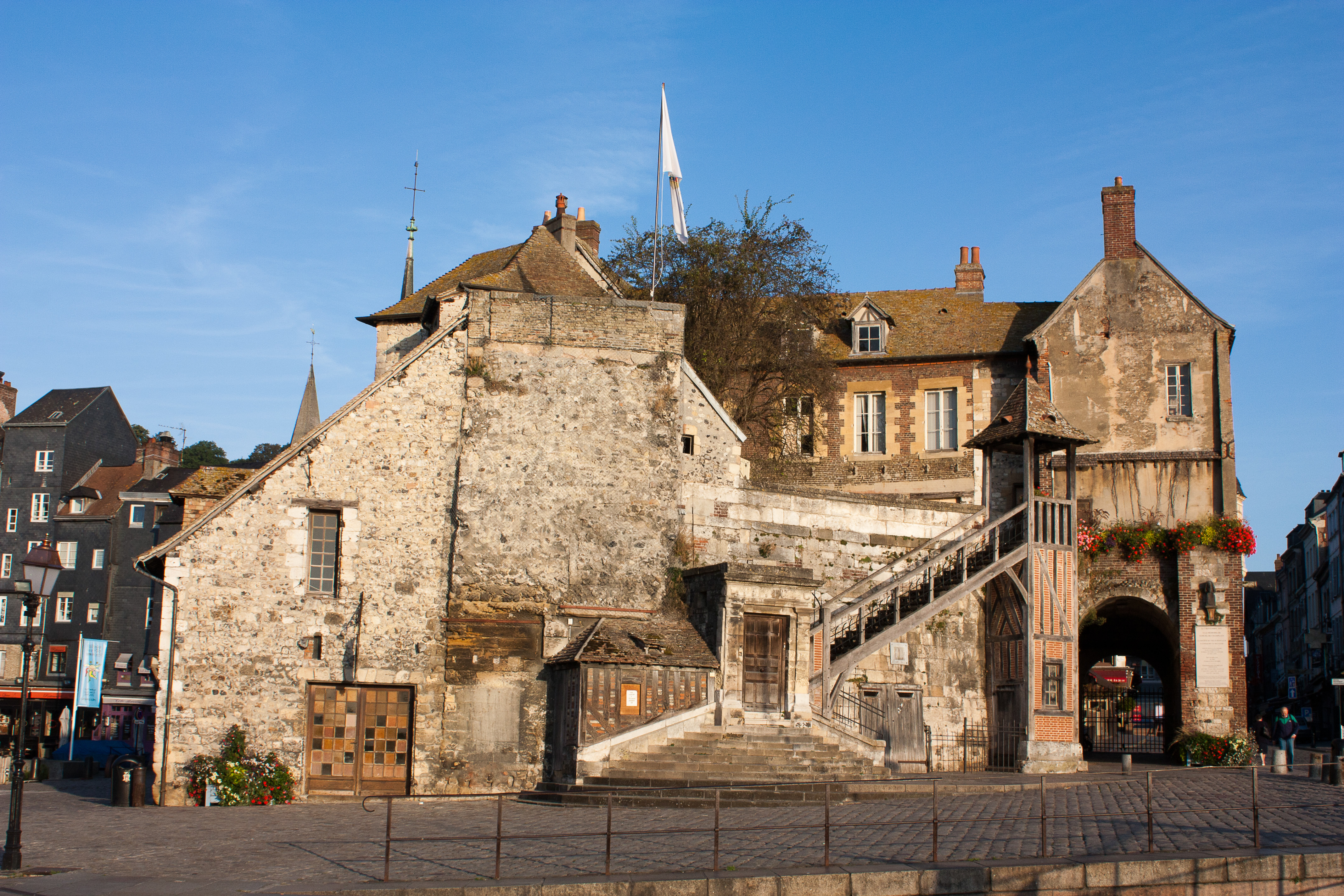
La lieutenance de Honfleur.